# Marula din Cornățeni
Marula din Cornățeni (1599-1647) a fost fiica illegitimă a lui Mihai Viteazul și a Tudorei de la Târgșor. S-a născut pe la 1599. Tatăl ei nu petrecea mult timp cu ea, fiind plecat în campaniile din Transilvania și Moldova. Prin mama sa ea provrnea din neamul Târgșor, Negoiești și Popești, făcând-o nepoată de fiică cu Antonie din Popești.
În 1616 Marula se căsătorește cu Socol din Răzvad, membru al familiei Florescu din linia Cornățeni. Marula ar fi avut trei băieți: Socol (d. 1655), Vintilă, Ianache și mai multe fete căsătorite Brătășanu, Băleanu, Rudeanu. Marula moare la 17 decembrie 1647 și a fost îngropată în Biserica Răzvadu de Sus.